# St. Trinitatis (Bechstedt-Wagd)

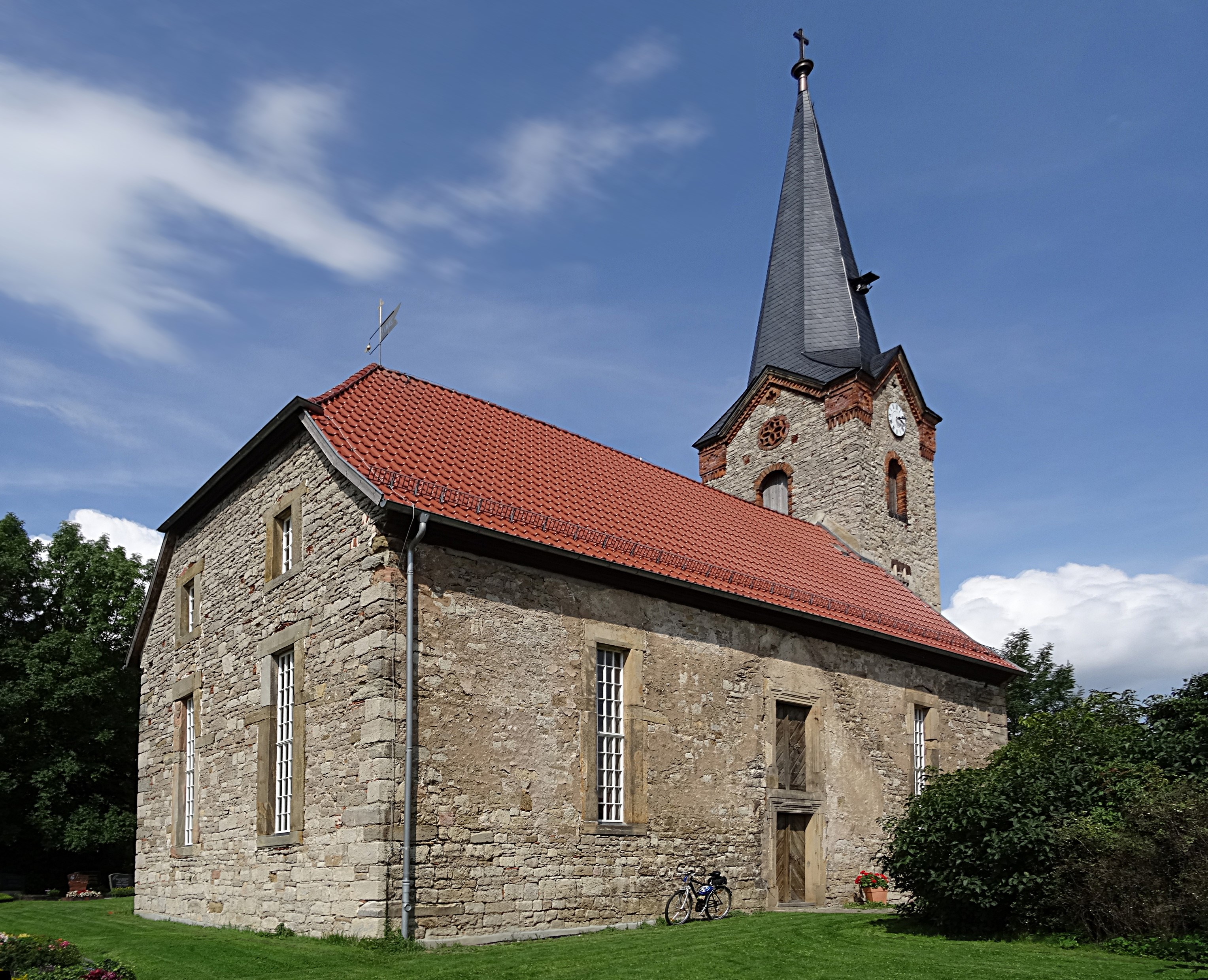
St. Trinitatis

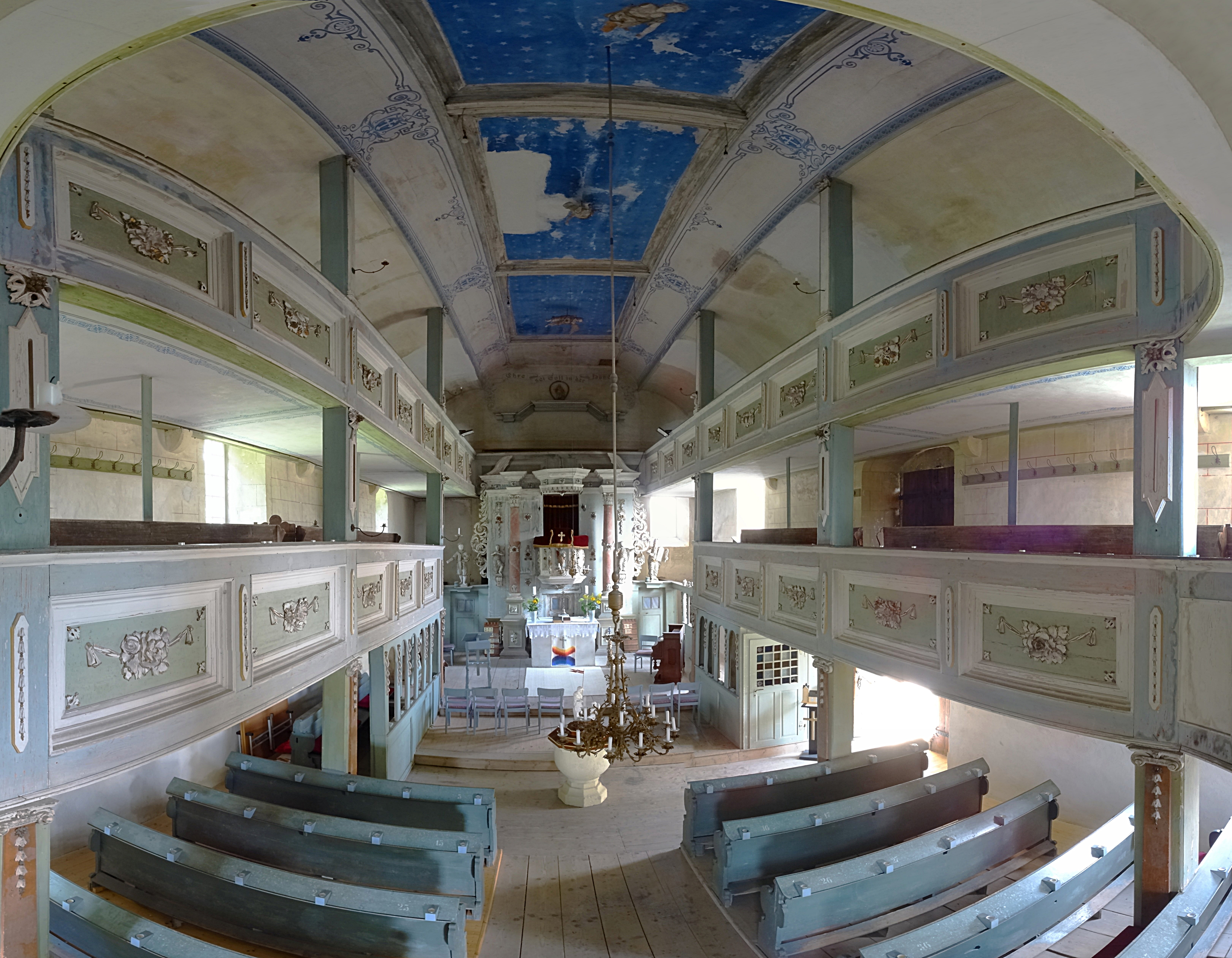
Innenansicht

Die denkmalgeschützte evangelisch-lutherische Kirche St. Trinitatis steht in Bechstedt-Wagd, einem Ortsteil der Gemeinde Amt Wachsenburg im Ilm-Kreis von Thüringen. Die Kirchengemeinde Bechstedt-Wagd gehört zum Kirchengemeindeverband Egstedt im Kirchenkreis Erfurt der Evangelischen Kirche in Mitteldeutschland.

## Beschreibung

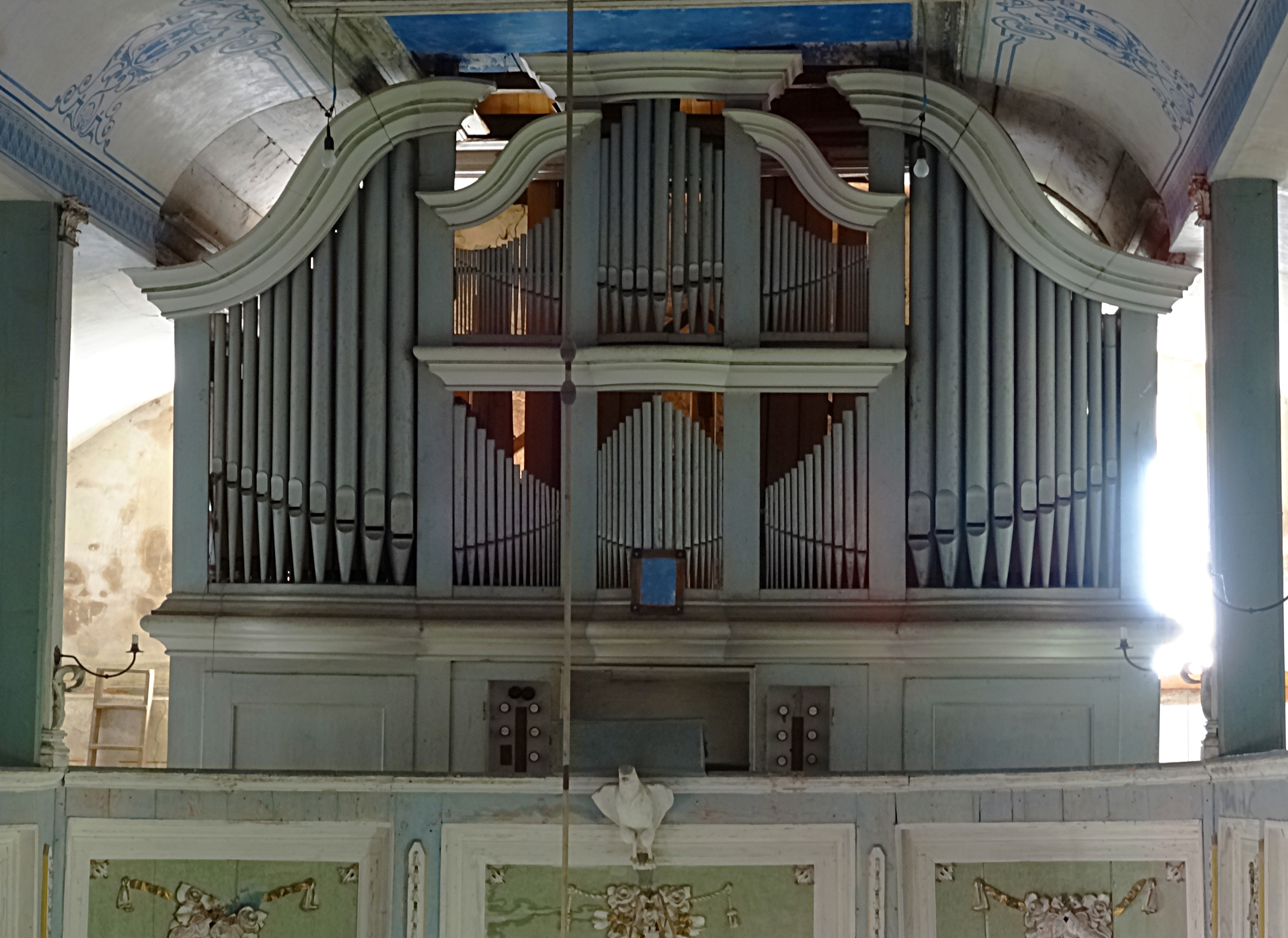
Orgel

Das Kirchenschiff der schlichten romanischen Saalkirche wurde 1724 im barocken Baustil umgebaut. Der Chorturm hat gekuppelte Fenster im Obergeschoss. Ende des 19. Jahrhunderts wurde er verändert. An der Ostseite befindet sich ein vermauerter Bogen, der zur abgerissenen Apsis führte. Im Obergeschoss hat der Turm gekuppelte Fenster. Bedeckt ist er mit einem achtseitigen spitzen schiefergedeckten Helm, der mit einer Turmkugel bekrönt ist. 
Der Innenraum hat zweistöckige umlaufende Emporen, deren Brüstungen verziert sind. Der Kanzelaltar von 1703 hat geschnitzte Figuren von Moses und Johannes dem Täufer. An den Stufen zum Chor sind beidseitig Logen eingebaut. 
Die Orgel mit 21 Registern, verteilt auf 2 Manuale und Pedal, wurde 1839 von einem unbekannten Orgelbauer gebaut und 1955 von Friedrich Löbling restauriert.

## Varia
- Für sein ehrenamtliches Engagement zum Instandsetzung und Restaurierung dieser Kirche erhielt der Förderverein St. Trinitatis aus Bechstedt-Wagd Ende Mai 2021 den Förderpreis „Goldener Kirchturm“ der Evangelischen Kirche in Mitteldeutschland, verbunden mit einer Zuwendung von 4.500 Euro.[3][4]